# هربرت جولد
هربرت جولد (بالإنجليزية: Herbert Gold)‏‏ (9 مارس 1924 في كليفلاند، أوهايو - 19 نوفمبر 2023) روائي من الولايات المتحدة.

## الجوائز
- زمالة غوغنهايم
- جائزة جوزفين مايلز الأدبية لنادي القلم الدولي في أوكلاند [الإنجليزية]‏